# 科洛博沃
科洛博沃（羅馬化：Kolobovo）是俄罗斯伊万诺沃州的市级镇，属舒亚区，位于伏尔加河流域内捷扎河支流谢比良卡河（Себирянка）畔，在区行政中心舒亚南、州府伊万诺沃东南方。
该地2021年人口有2,324人；2010年人口2,451；2002年人口3,013；1989年人口3,158。